# Самарин, Николай Фёдорович
Самарин Николай Фёдорович (1829—1892) — общественный деятель, археограф.

## Биография
Родился 25 июня (7 июля) 1829 года в богатой и родовитой дворянской семье. Сын полковника Ф. В. Самарина и жены его Софьи, урождённой Нелединской-Мелецкой. Его родными братьями были общественные деятели Дмитрий и Юрий Самарины, сестра — Мария Соллогуб.
Получил начальное домашнее образование. Затем окончил юридический факультет Московского университета. Служил на Кавказе, потом был чиновником особых поручений при обер-прокуроре Св. Синода. Когда было обнародовано положение об освобождении крестьян, Самарин оставил службу, сулившую ему блестящие перспективы, и стал мировым посредником Богородского уезда Московской губернии; собственных своих крестьян он наделил несравненно большим количеством земли и леса, чем следовало по положению. Позже состоял богородским уездным предводителем дворянства. Работал над приведением в систему и описанием собранных им памятников по русской истории. Написал «Хронику недавней старины», в которой сообщил биографические сведения о своем деде, Ю. А. Нелединском-Мелецком.
Умер 19 (31) января 1892 года. Похоронен в Новодевичьем монастыре.